# Trattato di New Echota

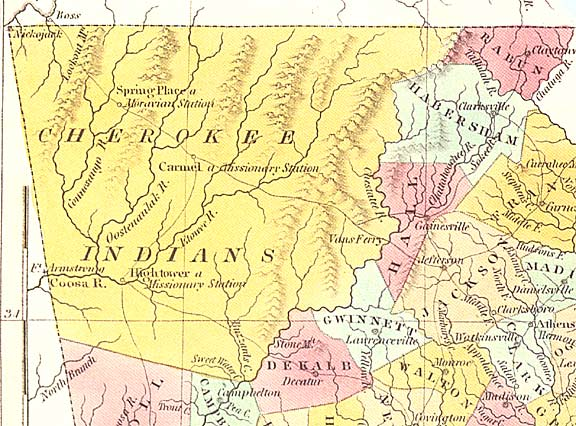
Territorio Cherokee in Georgia settentrionale, 1830

Il trattato di New Echota fu un trattato firmato il 29 dicembre 1835, 7 Stat. 488, a New Echota (Georgia) da ufficiali degli Stati Uniti d'America e da rappresentanti di una minoranza Cherokee, il cosiddetto "partito del trattato". Il trattato fu emendato e ratificato dal Senato nel marzo 1836, nonostante le proteste del consiglio nazionale Cherokee e la mancanza della firma del loro principale capo John Ross.
Il trattato stabilì i termini con i quali ci si aspettava che i Cherokee cedessero il proprio territorio nel sudest e si trasferissero ad ovest in territorio indiano. Nonostante il trattato non sia mai stato approvato dal consiglio nazionale Cherokee, fu ratificato dal Senato statunitense e divenne la base legale per la deportazione forzosa degli indiani lungo il Sentiero delle lacrime.

## Contesto storico

### Prime negoziazione
Alla fine degli anni 1820 il territorio dei Cherokee si trovava quasi completamente Georgia nordoccidentale, con piccole porzioni in Tennessee, Alabama e Carolina del Nord. Circa 16000 Cherokee lo abitavano. Altri erano migrati ad ovest negli attuali Texas ed Arkansas. Nel 1826 la legislatura della Georgia chiese all'amministrazione John Quincy Adams di negoziare un trattato di deportazione.
Adams, sostenitore della sovranità indiana, inizialmente rifiutò, ma quando la Georgia minacciò di annullare il trattato in vigore chiese ai Cherokee di negoziare. Passò un anno senza nessun progresso verso la deportazione. Andrew Jackson, Democratico e sostenitore della rimozione degli indiani, fu eletto presidente nel 1828.

### Legge della Georgia sul territorio Cherokee
Poco dopo l'elezione del 1828 la Georgia fece quanto minacciato, rese nullo il trattato in vigore. La legislatura approvò una serie di leggi che abolivano il governo indipendente dei Cherokee ed estendevano l'applicazione della legge statale al loro territorio. Agli ufficiali Cherokee fu vietato di riunirsi a scopo legislativo. Ai bianchi (compresi i missionari e coloro che si erano sposati con i Cherokee) fu vietato vivere in terra Cherokee senza un permesso statale, ed ai Cherokee fu vietato di testimoniare nei tribunali nelle cause che coinvolgevano europei-americani.
Poco dopo l'insediamento Jackson scrisse una lettera aperta ai nativi sudorientali chiedendo loro di trasferirsi ad ovest. Dopo la scoperta dell'oro in Georgia alla fine del 1829, la conseguente corsa all'oro georgiana aumentò la determinazione statunitense nel voler rimuovere gli indiani. Ai Cherokee fu vietato di scavare in cerca di oro, e la Georgia autorizzò un sopralluogo delle loro terre in modo da deciderne la divisione tra i coloni europei-americani. Lo stato tenne l'asta nel 1832.
Nella sessione successiva la legislatura privò i Cherokee di tutta la terra tranne le loro case. Nel 1834 fu tolta anche questa eccezione. Quando i giudici statali intervennero per conto dei Cherokee gli fu tolta la giurisdizione su tali casi.

### Reazione Cherokee
Le nuove leggi si rivolgevano in particolare ai Cherokee. I capi ereditari furono scelti tra gli uomini che appartenevano ad importanti clan della loro cultura matrilineare. Ottenevano lo status dalle loro madri Cherokee e dai loro clan, anche se ormai erano quasi tutti di sangue misto. Anche il principale capo John Ross era di sangue misto, ed aveva cercato di sfruttare il proprio retaggio per avvantaggiare i Cherokee nelle relazioni con i bianchi. Dato che le leggi della Georgia vietavano ai Cherokee di svolgere attività finanziarie, il consiglio nazionale (corpo legislativo dei Cherokee) cancellò le elezioni del 1832. Dichiarò che gli ufficiali correnti avrebbero mantenuto le proprie cariche fino a nuove elezioni, ed istituirono un governo d'emergenza con base in Tennessee.
Il consiglio cercò di forzare la mano a Jackson contro la Georgia intentando causa allo stato nelle corti federali e chiedendo ai membri del Congresso di sostenere la sovranità Cherokee. La Corte Suprema degli Stati Uniti d'America annullò le leggi della Georgia bollandole come incostituzionali nella risoluzione del 1832 definita Worcester contro la Georgia, stabilendo che solo il governo federale ava il diritto di trattare con le tribù di nativi americani, e che gli stati non avevano il diritto di approvare leggi che ne regolassero le attività. La Georgia ignorò questa risoluzione e continuò ad applicare le proprie leggi.

## Negoziazioni

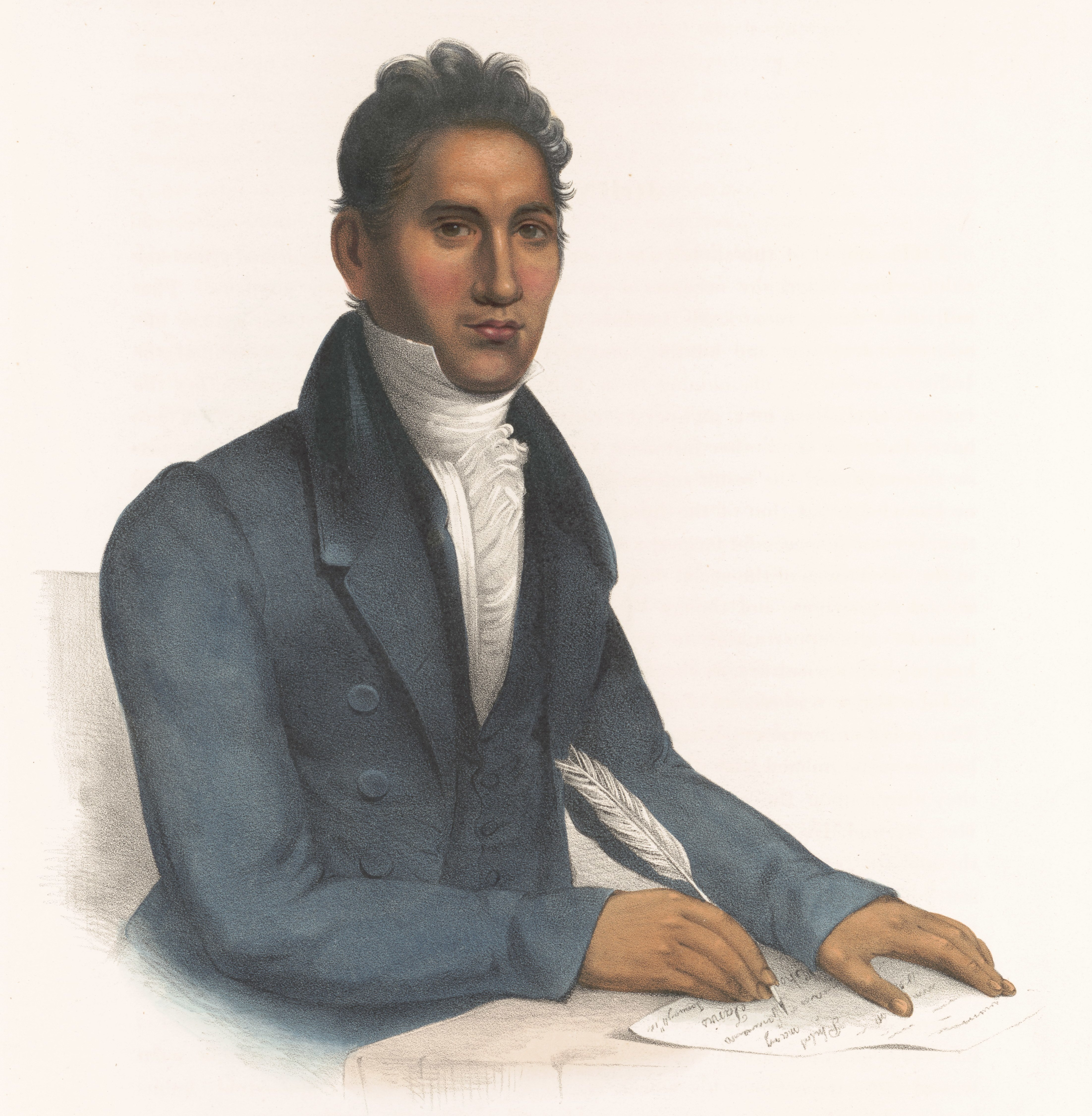
John Ridge

### Proposta iniziale di Jackson
Poco dopo la decisione della corte suprema Jackson si incontrò con John Ridge, impiegato del consiglio nazionale Cherokee che aveva guidato una delegazione Cherokee a Washington per incontrarlo. Quando gli fu chiesto se avrebbe usato l'esercito federale contro la Georgia, Jackson disse che non l'avrebbe fatto e chiese a Ridge di convincere i Cherokee ad accettare la deportazione. Ridge, sostenitore del consiglio nazionale, lasciò disperato la Casa Bianca. Anche John McLean, nominato da Jackson alla corte suprema, chiese ai rappresentanti Cherokee a Washington di negoziare.
Jackson mandò subito il Segretario alla Guerra Lewis Cass a presentare la propria proposta, che comprendeva diritti sulle terre ad ovest, l'autogoverno, aiuto per il trasferimento e molti altri aiuti a lungo termine condizionati alla totale deportazione degli indiani. Avrebbe permesso ad un piccolo gruppo di Cherokee di restare se avessero accettato l'autorità statale.
Nei mesi seguenti Ridge trovò sostenitori della deportazione, tra cui il padre maggiore Ridge ed i suoi nipoti Elias Boudinot e Stand Watie. Nell'ottobre 1832 chiese al consiglio nazionale di considerare la proposta di Cass, ma il consiglio fu irremovibile.

### Divisioni tra i Cherokee
Mentre la delegazione di Ross continuava a chiedere aiuto al Congresso, la situazione in Georgia peggiorava costringendo i membri della delegazione a Washington a chiedere urgentemente un trattato per la deportazione. Boudinot ed i Ridge iniziarono a capire che la deportazione era inevitabile, e speravano di assicurare ai Cherokee alcuni diritti accettando un trattato. Nel dicembre 1833 molti Cherokee a favore della deportazione formarono una banda, con alla testa l'ex capo William Hicks e John McIntosh com suo assistente. Mandarono una delegazione guidata da Andrew Ross, fratello di John Ross, il capo principale, a negoziare. L'amministrazione si rifiutò di trattare con loro, ma li invitò a tornare con capi più coinvolti negli affari della nazione Cherokee. Tornarono con Boudinot ed il maggiore Ridge, ed iniziarono i negoziati con Cass.
Quando Cass chiese a John Ross di unirsi ai negoziati, questi denunciò la delegazione del fratello. Andrew Ross ed altri membri firmarono un trattato duro nel giugno 1834 senza il sostegno della famiglia Ridge,
Il progresso di negoziati separati convinse infine John Ross a discuterne i termini. Si offrì di cedere tutte le terre tranne i confini della Georgia, a condizione che i Cherokee potessero restare nell'est soggetti alle leggi statali. Cass si rifiutò, dicendo che avrebbe discusso solo della rimozione completa. Il trattato di Andrew Ross fu presentato al Senato, che lo respinse non avendo avuto il pieno sostegno del popolo indiano. Nel consiglio generale di ottobre (composto da tutti i cittadini della nazione in grado di partecipare), una rappresentanza federale a presentò il trattato per l'approvazione. John Ross lo rifiutò. I Ridge ed i Watie abbandonarono il consiglio, ed iniziarono a tenere le proprie riunioni.

## Divisione dei Cherokee orientali
Si creò una divisione tra i sostenitori di Ross (il "National Party") che sosteneva la resistenza, ed i sostenitori di Ridge (il "Treaty Party"), che volevano negoziare per ottenere i migliori termini possibili e garantirsi diritti dopo la deportazione. Questi ultimi la consideravano inevitabile. Il Treaty Party comprendeva John Ridge, il maggiore Ridge, Elias Boudinot, David Watie, Stand Watie, Willam Coody (nipote di Ross), William Hicks (cugino di Ross), Andrew Ross (fratello minore di John), John Walker Jr., John Fields, John Gunter, David Vann, Charles Vann, Alexander McCoy, W.A. Davis, James A. Bell, Samuel Bell, John West, Ezekiel West, Archilla Smith e James Starr.
Alla fine le tensioni crebbero tanto che molti sostenitori del trattato, tra cui John Walker Jr., furono assassinati. Nel luglio 1835 centinaia di Cherokee, non solo del Treaty Party ma anche del National Party (compreso John Ross), si radunarono nella piantagione di John Ridge chiamata Running Waters (nei pressi di Calhoun) per incontrare John Freeman Schermerhorn (emissario del presidente Jackson per quanto riguarda un trattato di deportazione con i Cherokee), Return J. Meigs, Jr. (commissario per gli affari indiani) ed altri ufficiali che rappresentavano il governo statunitense.
Il consiglio generale di ottobre 1835 rifiutò il trattato proposto ma nominò un comitato da mandare a Washington per negoziare un trattato. Di questa nuova delegazione facevano parte John Ross, John Ridge, Charles Vann e Elias Boudinot (poi sostituito da Stand Watie). Il loro obiettivo era la firma di un trattato che avrebbe previsto la deportazione per oltre 5 000 000 di dollari. Schermerhorn, presente all'incontro, insistette per tenere l'incontro a New Echota. Il consiglio nazionale approvò di far riunire lì la delegazione. Entrambe le delegazioni furono incaricate di negoziare un trattato.

### Incontro di New Echota e trattato finale
Oltre 400 uomini si riunirono nella capitale Cherokee a dicembre 1835, quasi tutti delle città di Upper Towns e Lower Towns (la neve alta sulle montagne della Carolina del Nord occidentale rendeva impossibile il viaggio). Dopo una settimana di negoziati Schermerhorn accettò per gli Stati Uniti d'America di pagare ai Cherokee 5 milioni, più altri 500 000 dollari da spendere per l'educazione, diritti eterni su una quantità equivalente di terra nel territorio indiano, e il rimborso completo per tutte le cose che avrebbero dovuto abbandonare in cambio delle terre Cherokee ad est del Mississippi. Per fare un paragone, l'intero territorio della Louisiana fu acquistata da Napoleone Bonaparte per soli 23 milioni di dollari. Il trattato fu approvato all'unanimità dal contingente di New Echota, compresa la clausola che permetteva a tutti i Cherokee di restare nelle loro terre diventando cittadini statunitensi. A costoro sarebbe stato concesso un appezzamento di terreno di 64 ettari, ma la clausola fu cancellata dal presidente Jackson.
Il comitato riportò le clausole al consiglio riunito a New Echota, che lo approvò all'unanimità. Il trattato fu firmato dal maggiore Ridge, Elias Boudinot, James Foster, Testaesky, Charles Moore, George Chambers, Tahyeske, Archilla Smith, Andrew Ross, William Lassley, Caetehee, Tegaheske, Robert Rogers, John Gunter, John A. Bell, Charles Foreman, William Rogers, George W. Adair, James Starr e Jesse Halfbreed. Dopo il ritorno di Schermerhorn a Washington col trattato firmato, John Ridge e Stand Watie aggiunsero i loro nomi.

## Ratificazione
Dopo che il trattato divenne pubblico, gli ufficiali della nazione Cherokee del National Party obiettarono che non l'avevano approvato e che quindi non era valido. John Ross ed il consiglio nazionale Cherokee chiesero al Senato di non ratificarlo. Il Senato lo approvò nel maggio 1836 con voto singolo. Ross presentò una petizione chiedendo al Congresso di annullare il trattato, petizione che consegnò personalmente al Congresso nella primavera del 1838 con quasi 16000 firme. Si trattava di quasi tutti i Cherokee orientali che avevano diritto al voto, secondo l'Henderson Roll del 1835, comprese donne e bambini.

## Deportazione
La petizione di Ross fu ignorata dal presidente Martin Van Buren, il quale mandò subito il generale Winfield Scott a traslocare con la forza tutti i Cherokee che non si erano ancora trasferiti ad ovest. I Cherokee furono quasi tutti spostati ad ovest del Mississippi (tranne gli Oconaluftee Cherokee della Carolina del Nord, i Nantahala Cherokee che si unirono a loro e 200/300 sposati con i bianchi).
Quell'estate (1839) si tenne a Double Springs in territorio indiano un consiglio per discutere un'unione tra i Vecchi Coloni e gli Ultimi Immigrati. Si sciolse dopo sedici giorni senza aver raggiunto accordi quando John Brown divenne frustrato per l'intransigenza di Ross. Quest'ultimo insisteva per farsi riconoscere dai Vecchi Coloni come capo principale dell'intera nazione senza un'elezione, e per avere autorità assoluta.
I sostenitori di Ross criticarono l'operato di Brown e dei membri del Treaty Party, in particolare di quelli, come le famiglie Ridge e Watie, che erano migrati prima ancora della firma del trattato. Una parte di questi furono indicati come possibili persone da uccidere per far valere la legge Cherokee (scritta dal maggiore Ridge) che definiva come crimine capitale per ogni Cherokee il fatto di vendere la terra del popolo per un profitto personale. Non ci sono prove che John Ross abbia mai sostenuto o fosse stato a conoscenza di questi piani.
La lista degli obiettivi comprendeva il maggiore Ridge, John Ridge, Elias Boudinot, Stand Watie, John A. Bell, James Starr, George Adair ed altri (tra gli assenti c'erano capi del Treaty Party come David Vann, Charles Vann, John Gunter, Charles Foreman, William Hicks e Andrew Ross). Il 22 giugno 1839 un gruppo di 25 persone si recò alle case di John Ridge, maggiore Ridge e Elias Boudinot e li uccise. Il tentativo di uccidere Stand Watie fallì. Non attaccarono gli altri, ma gli omicidi segnarono l'inizio della guerra civile Cherokee, che proseguì fin dopo la guerra di secessione americana. Anche James Starr fu ucciso in questo periodo. I sostenitori di Ross obbligarono i Vecchi Coloni a rinunciare al loro sistema politico e ad accettare quello di John Ross.